# Limba swahili
Limba swahili (Kiswahili) este o limbă aglutinantă vorbită adesea în Africa de Est de populația bantu.
Această limbă este vorbită într-o zonă extinsă, din sudul Somaliei până în nordul Mozambicului și în toată Kenya. Sunt aproximativ cinci milioane de vorbitori nativi și cincizeci de milioane de vorbitori ca a doua limbă.
Limba swahili a început să fie vorbită în Zanzibar, o insulă în Tanzania. Swahili este limbă oficială în Tanzania și Kenya, fiind însă influențată de multe alte limbi, precum limba arabă.
Limba are, azi, 3 variante scrise: arab, latin și Braille. 

## Vocabular
Următoarele sunt exemple din limba swahili.
- da — ndiyo
- nu — hapana
- bine — sawa
- soră - dada